# 陳布雷
陈布雷（1890年11月15日—1948年11月13日），原名陈训恩，字彦及，笔名布雷 （英文暱稱Bread之譯音），畏垒，浙江宁波慈谿县人，中华民国评论家、文學家、政治家，受蔣中正赏识，弃文从政，有「文胆」之譽。1947年，在原籍浙江省慈谿县當選為第一屆國民大會代表。1948年，自杀。

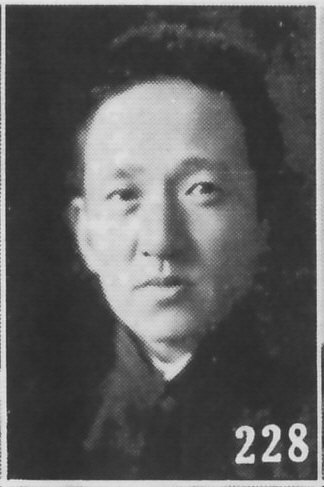

## 生平

### 早年
1890年11月15日，陳布雷出生於浙江省寧波府慈谿县的一個富裕的耕讀家庭，家族属于官桥陈氏。5歲發蒙識字，入家塾，次年隨母親移居祝家渡。13歲移居余姚市三七市镇，入董氏家塾。後應府試與院試。1904年，秘密參加一個名為「覆滿同志社」的革命黨社團，開始革命活動。1906年，進入寧波府中學堂，與舊生發生矛盾而引發學潮，遂自請退學。後至杭州入讀浙江高等學堂預科，秋，因浙江保路運動風潮思潮奔走。1907年夏，升入浙江高等学堂本科。1911年春，代戴季陶到上海《天铎报》撰短評，夏，以第四名畢業後被《天铎报》聘為編輯，開始用笔名“布雷”寫作。以《談鄂》為題撰寫10篇社論，聲援武昌起義，在報界嶄露頭角。後因報館欠薪離職。

### 教職
1912年，返回宁波，任教於宁波效实中学，後擔任該校校长，兼任《申報》、《四明日报》譯述。3月，加入國民黨。後，父母先後去世，弟妹均仰賴其撫養照料，造成他年輕時已有骨盆疼痛、神經衰弱、經常性失眠。1920年末，上海《商報》籌創，任编辑主任。報館同仁有潘公展、陳鐵生諸人，並與張季鸞交往。

### 從政
族兄陈祀怀善古文词，是浙江省宁波地区（慈溪过去属宁波府治）的士绅领袖、著名乡贤，夙为蒋介石所器重。蒋就任北伐军总司令，聘陈祀怀做他的私人秘书，未就。陈祀怀向蒋推荐了族弟陈布雷担任。1926年末，乘報館休刊與潘公展同遊南昌，有意面會採訪國民黨中諸人士。2月，與蔣介石會面後加入中國國民黨。4月，受邵元沖及張靜江推薦，出任浙江省政府秘書長。5月，不喜常委馬彝初作風，又受推薦，赴南京任中國國民黨中央黨部書記長，與胡漢民、丁惟汾、陳果夫共事。8月，寧漢分裂，隨蔣介石下野。1928年，赴上海任《時事新報》總主筆，兼辦《戊辰通訊社》。
1929年春，參加國民黨第三次全國代表大會，被選為中央候補監察委員。7月，隨蔣北上視察黨務，同行亦有周佛海。8月，受國民政府委任和張靜江提請，任浙江省教育廳長。1930年12月，赴南京接任教育部常務次長，浙省廳長職由張道藩接任。任內處理國立勞動大學、私立光華大學等校學潮並致力調整大學教育。1931年6月，任教育部政務次長，兼任國民黨中央宣傳部副部長，與劉蘆隱、程天放共事。1934年5月，出任中國國民黨軍事委員會南昌行营设计委员会主任。
1936年，擔任中國国民党中央政治会议副秘书长、蔣中正侍从室第二处主任（直至1945年10月侍从室撤销）、中央宣傳部副部长、国民党中央委员，成为蔣中正高级幕僚。蒋发布的重要文电，多出其手。陈非常熟悉蒋的意图，他代蒋起草的一些文电稿，颇称蒋意。一遇有重大事件，蒋时常单独约陈密谈，有时谈至深夜。凡是侍一、侍二两处发出的密电稿，都要经他一一审阅。因此，陈对侍从室的业务和蒋指示的精神，有着比较全面的了解。还亲自编制关于蒋介石的日常生活起居和行动的记录。依规定由值日的侍卫官，负责记录蒋每天的生活起居和行动，填写日报，交给蒋‘官邸”的侍从秘书汪日章或俞国华，汇送给陈布雷按年月编制《蒋介石的实录》。
1937年1月2日，蔣中正由南京飛往奉化休養，陳布雷等同行:5328。3月4日，中國國民黨中央常務委員會決議，陳布雷、谷正綱繼邵元沖、朱培德為中政會委員:5378。
1945年10月，侍从室撤销后，调回国民党中央委员会副秘书长。1946年，出任國民政府委員。同年，擔任效實中學校董會主席。
1947年5月30日，南京《中央日報》改組為股份有限公司，陳立夫為董事長，陳布雷同彭學沛、王啟江等人被選為常務董事，陳誠為常務監事，社長仍由馬星野擔任；決定除南京《中央日報》稱為《中央日報》外，其他各地中央日報則均冠以當地地名:8364。同年任总统府国策顾问，代理国民党中央政治委員會秘书长。

### 自盡

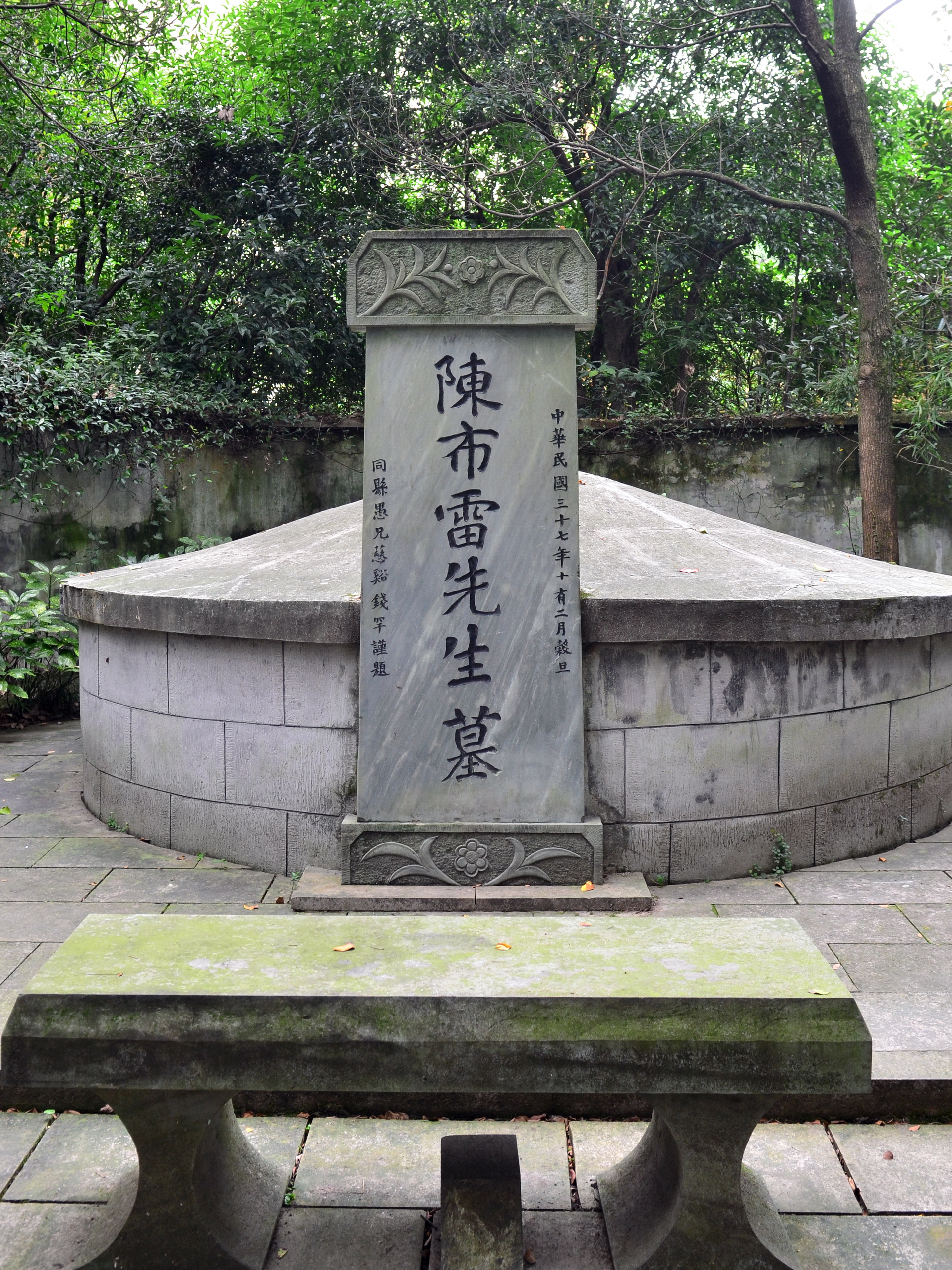
陈布雷墓位于杭州九溪路

1948年11月13日，中國國民黨中央政治委員會秘書長陳布雷在南京服安眠药自盡，终年59岁，葬于杭州九溪:8729。

## 身后
蔣介石、宋美齡前往吊唁:8729。蔣介石輓額「當代完人」:9。1949年11月，蔣又題寫「精神不死」:9。

### 自盡後的媒體報導
1948年11月18日，《中央社》報導稱陳布雷是因突發性心臟病發身亡，並稱因服用過量安眠藥而死。並稱他自殺之前在南京寓所寫完給蔣中正的上書，又給妻子、兄弟和友人留下了一封遺書，然後服下了過量的安眠藥自盡，得年59歲。
1948年11月19、20日連續兩日，其治喪委員會將其遺書公開於京滬地區的報紙：

介公總裁鈞鑒：

　　布雷追隨二十年，受知深切，任何痛苦，均應承當，以期無負教誨。但今春以來，目睹耳聞，飽受刺激，入夏秋後，病象日增，神經極度衰弱，實已不堪勉強支持，值此黨國最艱危之時期，而自驗近來身心已毫無可以效命之能力，與其偷生尸位，使公誤以為尚有一可供驅使之部下，因而貽害公務，何如坦白承認自身已無能為役，而結束其無價值之一生。凡此狂愚之思想，純係心理之失常，讀公昔在黃埔斥責自殺之訓詞，深感此舉為萬萬無可諒恕之罪惡，實無面目再求宥諒，縱有百功，亦不能掩此一眚，況自問平生實無絲毫貢獻可言乎？天佑中國，必能轉危為安，唯公善保政躬，頤養天和，以保障三民主義之成功，而庇護我四億五千萬之同胞。回憶許身麾下，本置生死於度外，豈料今日，乃以畢生盡瘁之初衷，而蹈此極不負責之結局，書生無用，負國負公，真不知何詞以能解也。夫人前並致敬意。
部屬  布雷  負罪謹上
介公再鑒：

　　當此前方捷報頻傳，後方秩序漸穩之時，而布雷乃忽傳狂疾，以至不起，不能分公憂勞，反貽公以刺激，實萬萬無詞以自解。然布雷此意，早動於數年之前，而最近亦起於七八月之間，常誦「瓶之傾兮唯壘之恥」之句，抑抑不可終日。黨國艱危至此，賤體久久不能自振，年迫衰暮，無補危時，韓愈有一「中朝大官老於事，詎知感激徒媕婀」，布雷自問良知，實覺此時不應無感激輕生之士，而此身已非有效危艱之身，長日回皇，慚憤無地。昔者公聞葉詆總理之言，而置箸不食，今我所聞所見於一般老百姓之中毒素宣傳，以散播關於公之謠言誣蔑者，不知凡幾。回憶在渝，當三十二年時，公即命注意敵人之反宣傳，而四五年來，布雷實毫未盡力，以挽回此惡毒之宣傳。即此一端，又萬萬無可自恕自全之理。我心純潔質直，除忠於我公之外，毫無其他私心，今乃以無地自容之悔疾，出於此無恕諒之結局，實出於心理狂鬱之萬不得已。敢再為公陳之。

中國国民党官方说他是“感激轻生，以死报国”。但江深、陈道阔則認為陳布雷因看到黨內腐朽已無法收拾，遂絕望自殺。说他是为垂死的蒋介石政权“殉葬”，说他是“以死明志”或是“死谏”等等。
李敖書中考察資料，稱可能是因其自家子女部分投共，又無法勸蔣真正與中國共產黨和談，國民黨腐敗不堪，民心已失，心中五感交集，諸多原因所致。

## 荣誉
- 一等云麾勋章（1945年12月15日批准[7]）

## 家庭
祖父陳士芳茶商，父親陳依仁為老三，得年49歲；母親應氏生5男6女，於1905年去世，得年39歲。1906年父親娶羅氏為後母。
陳布雷為長子，三姊陳素娟、四姊陳若娟、三弟陳訓懋（1892年～1908年）、五妹陳靜娟（若希）（1893年）、六妹陳曉娟（若華）（1895年）、七妹陳淑娟（1897年）、八妹陳婉娟（瞻華）（1899年）、四弟陈训慈（1901年～1991年）、五弟陈训恕（行叔）（1905年）、同父異母六弟陈训悆（叔兌）（1907年～1972年）、陈玲娟、陈叔時（训惠）（1909年？1910年～1978年），陳叔同（1911年～2004年）。
族兄大哥陳屺懷（1872年），七（？）弟陈训(敏心)（1903年）。

### 妻子儿女
- 1909年娶杨品仙，生三子两女，杨品仙生下陈琏后因難产而亡。1921年续娶王允默，生三子。
- 杨品仙所生
  - 长子陈迟（1914年生）：孙女陳瑾華、孫陈师孟
  - 次子陳過（1915年生）：孙陳綏甫、陳綏勇，孫女：陳瑜華，陳重華，陳㒷華
  - 三子陳適（1916年生）：孙女陳漢東、陳移風
  - 长女陈琇（1918年生）：外孙嚴大超、嚴小超，外孫女嚴有敏
  - 次女陈琏（1919年生，于文革中因迫害而自杀）：外孫陈必大、陈小代，外孫女陈必泓

- 王允默所生
  - 四子陳邁
  - 五子陳遂
  - 六子陳礫（陳遠）：孫陳龐、陳廣

### 引用
1. ↑  高拜石 正中書局版 <新編古春風樓瑣記>(廿九) P79起
2. ↑  陳布雷回憶錄，王家出版社，第18、19頁
3. 1 2 3 4 5  李新總主編，中國社會科學院近代史研究所中華民國史研究室，韓信夫、姜克夫主編 (编). . 北京: 中華書局. 2011. ISBN 9787101079982.
4. 1 2  安淑萍、王長生著，《蔣介石誄辭說屑》，台北：傳記文學出版社，2009年5月15日，ISBN 978-957-8506-69-5
5. ↑  陳布雷回憶錄，蔣君章，王家出版社，第266頁
6. ↑  江深、陈道阔著，《大决战》（下）：裂岸，香港：中原出版社，1991年4月，第237頁
7. ↑  . 國民政府公報 (國民政府文官處). 1945-12-15,. 渝字第933號: 1页  [2023-11-21]. （原始内容存档于2023-11-27）.